# Luza (řeka)
Luza (rusky Луза, komijsky Луз) je řeka v Kirovské a ve Vologdské oblasti a v Komiské republice v Rusku. Je dlouhá 574 km. Povodí řeky je 18 300 km².

## Průběh toku
Ústí zprava do Jugu.

### Přítoky
Největšími přítoky jsou zprava Lopju, Porub, Lechta, Lala.

## Vodní režim
Zdrojem vody jsou převážně sněhové srážky. Průměrný roční průtok vody ve vzdálenosti 99 km od ústí činí 117 m³/s. Zamrzá na konci října až v listopadu a rozmrzá ve druhé polovině dubna až na začátku května.

## Využití
Řeka je splavná. Při vysokém stavu vody je na ní možná vodní doprava. Byly na ní vybudovány dvě malé vodní elektrárny a leží na ní město Luza.